# With God on Our Side
With God on Our Side – piosenka typu pieśń protestu skomponowana przez Boba Dylana, nagrana przez niego w sierpniu 1963 r. i wydana na trzecim studyjnym albumie The Times They Are a-Changin’ w styczniu 1964 r.

## Historia i charakter utworu
Tę sarkastyczną piosenkę Bob Dylana można zaliczyć do „pieśni protestu” – protest song. W dziewięciu ośmiowersowych zwrotkach artysta wykazuje, że historia jest zawsze pisana przez zwycięzców i że niezależnie od ich „racji moralnych” mają zawsze za sobą Boga. Doprowadza logicznie wywód do końca sugerując, iż istnienie Boga może być tylko udowodnione tym, że zapobiegnie on w przyszłości nuklearnej wojnie.
Dylan nie waha się tu także przed rewizjonistycznym podejściem do historii USA, zwłaszcza jeśli chodzi o wojny z Indianami.
Już sam początek utworu sugeruje, że wszystko, co zostanie za chwilę zaśpiewane, jest jednym wielkim kłamstwem: moje imię – nieważne; mój wiek – jeszcze mniej ważny; czego zostałem nauczony – wszystko to kłamstwa. Bohaterowie – nazwiska do zapamiętania itd.
Aby nie odciągać uwagi słuchaczy od tekstu, Dylan wybrał właściwie minimalistyczny akompaniament na gitarze, co uczyniło utwór maksymalnie efektywnym; jest to krańcowo inne podejście do ekspresji niż na pełnym instrumentalnych gitarowych fajerwerków technicznych pierwszym albumie Bob Dylan.
Dylan uważał tę piosenkę za swoją kompozycję, jednak przypomina ona nieco utwór „The Patriot Game”. do którego słowa napisał Dominic Behan, który nazwał Dylana plagiatorem i złodziejem. Dylan nigdy nie odpowiedział na te zarzuty. Jednak i „The Patriot Game” pochodzi wprost od irlandzkiej piosenki folkowej „The Merry Month of May”.
Bezpośrednią przyczyną napisania tekstu, stał się dla Dylana cytat z Samuela Johnsona – „Patriotyzm jest ostatnią ucieczką szubrawców”.

## Wersje Dylana
- 24 stycznia 1963 – pierwsze wykonanie utworu w biurze magazynu Broadside.
- 12 kwietnia 1963 – pierwszy wielki koncert Boba Dylana w „Town Hall” w Nowym Jorku. Koncert został nagrany razem z trzema innymi i kilka nagrań z „Town Hall” miało znaleźć się na planowanym albumie koncertowym. Po zarzuceniu projektu, pozostała tylko wydrukowana okładka.
- 24 kwietnia lub 2 maja 1963 – koncert Dylana w chicagowskim klubie „The Bear”.
- 17 lipca 1963 – nagrania w domu Dave’a Whitakera w Minneapolis w stanie Minnesota.
- 26 lipca 1963 – występ Dylana w ramach Newport Folk Festival
- 28 lipca 1963 – Newport Folk Festival – powtórne wykonanie piosenki razem z Joan Baez.
- 7 sierpnia 1963 – sesje nagraniowe do albumu The Times They Are a-Changin’
- 28 sierpnia 1963 – Marsz na Waszyngton; Dylan wykonuje tę piosenkę przy pomniku Lincolna przed 200 000 ludzi.
- 26 października 1963 – koncert Dylana w Carnegie Hall. Był to pierwszy koncert, na który zaprosił swoich rodziców. Był on nagrywany przez Columbię w myślą o wspomnianym powyżej koncertowym albumie.
- Pocz. maja 1964 – nagrania Dylana dla TV BBC w Londynie dla programu „Tonight”.
- 17 maja 1964 – koncert w „Royal Festival Hall” w Londynie.
- 7 sierpnia 1964 – Dylan dołącza do Joan Baez na stadionie tenisowym w Forest Hills w Nowym Jorku podczas wydarzenia „The Forest Hills Music Festival”.
- Koniec września 1964 – koncert Dylana w „Town Hall” w Filadelfii w stanie Pensylwania.
- 24 października 1964 – koncert w „Symphonic Hall” w Bostonie w stanie Massachusetts
- 31 października 1964 – koncert w „Philharmonic Hall” w Nowym Jorku.
- Prawdopodobnie wykonał także tę kompozycję na dwu koncertach listopadowych (25 w „Civic Auditorium” w San Jose i 27 w „Masonic Memorial Auditorium” w San Francisco w Kalifornii), jednak brak jest programów koncertów i nagrania z nich są niekompletne.
- 12 lutego 1965 – koncert w „Troy Armory” w Troy w stanie Nowy Jork
- 27 marca 1965 – koncert w „Civic Auditorium” w Santa Monica w Kalifornii.
- 7 maja 1965 – tournée po Wielkiej Brytanii; występ Dylana we „Free Trade Hall” w Manchesterze
- 9 maja 1965 – koncert w Royal Albert Hall w Londynie.
  - Po ponad 10 latach przerwy Dylan ponownie włącza utwór do repertuaru w 1975 r.
- 30 października 1975 – Dylan wykonuje ten utwór jeden raz podczas słynnego Rolling Thunder Revue.
- 18 kwietnia 1976 rozpoczyna się „Nigdy nie kończące się tournée”. w trakcie którego Dylan sporadycznie wykonywał tę piosenkę.
- W dniach 17 i 18 listopada nagrywa tę kompozycję podczas koncertu w studiu TV w ramach serii MTV Unplugged. Plonem koncertu są CD i DVD.

## Dyskografia i wideografia
Dyski
- MTV Unplugged (1995)
- The Bootleg Series Vol. 6: Bob Dylan Live 1964, Concert at Philharmonic Hall (2004)

Filmy
- The Other Side of the Mirror. Bob Dylan Live at the Newport Folk Festival 1963–1965 (2007)

## Inne wykonania
- Joan Baez – Joan Baez in Concert, Part 2 (1963); The First Ten Years (1970)
- Linda Mason – How Many Seas Must a White Dove Sail (1964)
- Odetta – Odetta Sings Dylan (1965)
- Chad Mitchell Trio – Typical American Boys (1965)
- Ramblin’ Jack Elliott – Bull Durham Socks and Railroad Tracks (1970)
- Manfred Mann – Semi Detached Suburban (1978)
- Wire Train – Between Two Worlds (1985)
- The Neville Brothers – Yellow Moon (1989)
- Barbara Dickson – Don't Think Twice, It's Alright (1992)
- Judy Collins – Judy Sings Dylan... Just Like a Woman (1993)
- Michael Moore – Jewels and Binoculars (2000)
- Gerry Murphy – Gerry Murphy Sings Bob Dylan (2001)
- Hart Rouge na albumie różnych wykonawców A Nod to Bob (2001)
- Onelinedrawing na albumie różnych wykonawców May Your Song Always Be Sung: The Songs of Bob Dylan, Volume 3 (2003)